# Rejon (Ukraina)

Mapa rejonów Ukrainy

Rejon (ukr. район) – jednostka samorządu terytorialnego i podziału administracyjnego na Ukrainie. Jest to szczebel subregionalny, a więc usytuowany między szczeblem regionalnym, który stanowią obwody (ukr. область) oraz szczeblem lokalnym tworzonym przez hromady (ukr. громада). Do czasu reformy decentralizacyjnej funkcjonujące na Ukrainie rejony były elementem scentralizowanego systemu odziedziczonego po czasach sowieckich i było ich 490. 17 lipca 2020 ukraiński parlament utworzył 136 nowych rejonów. Pierwsze historyczne wybory samorządowe, w których mieszkańcy wybrali władze samorządowe na szczeblu rejonów odbyły się 25 października 2020.